# Grapefrukt
Grapefrukt (Citrus × aurantium paradisi-gruppen) är en hybrid i familjen vinruteväxter mellan apelsin (C. × aurantium, sinensis-gruppen) och pompelmus (pomelo, C. maxima). Det första omnämnandet av grapefrukt är från Barbados på 1700-talet. Det är ett subtropiskt citrusträd som odlas för sin frukt. Frukten äts ofta rå eller dricks som juice. Trädet är grönt året om och blir 5–6 meter högt. Löven är långa, tunna och mörkgröna. De vita blommorna doftar starkt, är 5 centimeter stora och har fyra kronblad. Frukten har en diameter som varierar mellan 10 och 15 cm, gult skal och gult segmenterat fruktkött. Det finns odlade varianter med rött och rosa fruktkött. Den har fått sitt namn från engelskans grape (vindruva), då den växer i klasar precis som vindruvor.

## Produktion
| Nr                                                                    | Område                 | Produktion (ton) | Andel    |
| --------------------------------------------------------------------- | ---------------------- | ---------------- | -------- |
| 1                                                                     | Kina                   | 3 702 150        | 44,09 %  |
| 2                                                                     | USA                    | 949 822          | 11,31 %  |
| 3                                                                     | Vietnam                | 466 630          | 5,56 %   |
| 4                                                                     | Mexiko                 | 424 678          | 5,06 %   |
| 5                                                                     | Sydafrika              | 417 613          | 4,97 %   |
| 6                                                                     | Indien                 | 248 500          | 2,96 %   |
| 7                                                                     | Thailand               | 242 150          | 2,88 %   |
| 8                                                                     | Turkiet                | 229 555          | 2,73 %   |
| 9                                                                     | Israel                 | 227 126          | 2,70 %   |
| 10                                                                    | Sudan                  | 197 987          | 2,36 %   |
| 11                                                                    | Argentina              | 197 761          | 2,36 %   |
| 12                                                                    | Tunisien               | 98 897           | 1,18 %   |
| 13                                                                    | Iran                   | 80 144           | 0,95 %   |
| 14                                                                    | Taiwan                 | 80 096           | 0,95 %   |
| 15                                                                    | Brasilien              | 78 491           | 0,93 %   |
|                                                                       | Total världsproduktion | 8 397 156        | 100,00 % |
| Källa: FN:s livsmedels- och jordbruksorganisation:s data för år 2014. |                        |                  |          |

## Historia
Korsningen av grapefrukt antas ha uppstått i Västindien. Det första skriftliga omnämnandet härrör från Barbados under 1700-talet. Den importerades till Florida 1828 av Odet Philippe, varefter den kom att odlas i stor utsträckning i både Florida och Texas. I modern tid har Kina blivit den enskilt största producenten av grapefrukt. I början av 1990-talet upptäckte den kanadensiska farmakologen David Bailey av en slump att intag av grapefruktjuice ökade koncentrationen av flera läkemedel.

## Interaktioner med läkemedel
Grapefrukt innehåller flera antioxidanter, bland annat furanokumarinen dihydroxibergamottin (DHB). DHB hämmar aktiviteten hos enzymet CYP3A4 som bryter ned många olika läkemedel i tarmen, vilket ökar upptaget av intakt läkemedel och därmed koncentrationen av läkemedlet i kroppen. Den ökade koncentrationen leder till en ökad risk för biverkningar. Effekten är störst efter intag av grapefrukt eller juice och avtar under loppet av några dygn.